# Saint-Brisson-sur-Loire
Saint Brisson sur Loire là một xã của tỉnh Loiret, thuộc vùng Centre-Val de Loire, miền trung nước Pháp.